# Carlos Campbell
Carlos José Campbell Brisolla (Barra Mansa, 11 de maio de 1943) é um jornalista televisivo brasileiro.
É Bacharel em Direito, também é advogado inscrito na Ordem dos Advogados do Brasil sob o nº 8007. É formado em Química industrial.
Trabalhou na Rede Globo entre as décadas de 1970 e 1980, ancorando telejornais como o Jornal Nacional, Jornal Hoje, DFTV e Fantástico, além dos extintos Painel e Amanhã, apresentados apenas durante a década de 1970.
Foi o primeiro apresentador do Bom Dia DF, em 1989. Foi chefe da sucursal da emissora em Brasília, tendo trabalhado na assessoria de imprensa do Senado Federal quando se desligou da emissora.
Ainda na década de 1990 trabalhou na TV Brasília, afiliada da Rede Manchete, onde apresentou o Telemanhã (ex-Brasil 7:30). O Telemanhã era exibido para todo o Brasil pela Rede Manchete.
Recentemente ancorou a propaganda eleitoral do Partido Liberal.